# Defensiemedaille voor de Internationale Inzet in Libanon (Denemarken)
De Deense Defensiemedaille voor de Internationale Inzet in Kosovo (Deens: "Forsvarets Medalje for International Tjeneste, libanon") werd op 1 januari 2010 ingesteld. De medaille werd toegekend aan Deense deelnemers aan UNIFIL, de VN-vredesoperatie in Libanon.
De ronde zilveren medaille wordt op de linkerborst gedragen aan een tot een vijfhoek gevouwen rood zijden lint met een smalle witte streep aan de linkerzijde en een brede witte middenstreep. Op de linkerborst kan een baton worden gedragen.
De deelnemers hebben na dertig dagen in het operatiegebied ook recht op een onderscheiding van de Verenigde Naties, de UNIFIL Medaille.
Medailles van Verdienste ·
Medaille voor Langdurige Dienst ·
Medaille "Ingenio et Arti" ·
Medaille voor Nobele Daden ·
Ereteken van het Deense Rode Kruis ·
Medaille van Verdienste voor de Groenlandse Onafhankelijkheid ·
Herinneringsmedaille aan de 70e Verjaardag van Hare Majesteit Koningin Margrethe
Herinneringsmedaille aan de 75e Verjaardag van Prins Henrik

Zie ook: Historische Orden van Denemarken · Onderscheidingen in Denemarken